# La casa della gioia (film)
La casa della gioia (The House of Mirth) è un film del 2000 diretto da Terence Davies e basato sul romanzo omonimo di Edith Wharton del 1905.

## Trama
La giovane Lily Bart vive a New York nei primi del '900 e frequenta l'alta società con la zia. Ad un certo punto, però, sente l'esigenza di abbassare il livello del suo tenore di vita, per non andare incontro ad un matrimonio di interesse. Per questo motivo viene diseredata dalla zia e viene anche accusata di avere un'altra relazione con un uomo già sposato.

## Set cinematografico
Parte degli esterni del film sono stati girati nel Municipio di Glasgow.